# Christian Siegfried von Plessen

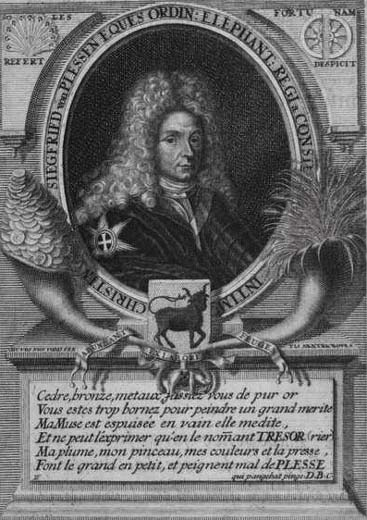
Christian Siegfried von Plessen.

Christian Siegfried von Plessen, född 1646, död den 21 juli 1723 i Hamburg, var en dansk ämbetsman. Han var far till Christian Ludvig, Carl Adolph och Christian Sigfred von Plessen. 
von Plessen blev 1677 överkammarherre hos prins Georg, Fredrik III:s son, skötte hans egendomar och följde honom 1683 till England vid hans bröllop med prinsessan Anna och förblev nära förbunden med prinsen till dennes död, 1708. von Plessen blev 1692 medlem av geheimekonseljen och president i räntekammaren. Han åstadkom ordning i finanserna och förbättrade statens kredit samt hade väsentlig del i kronprinsens giftermål 1695, men avlägsnades det oaktat 1700 strax efter hans tronbestigning och användes senare blott i några diplomatiska uppdrag.